# FC Tiamo Hirakata
Der Football Club Tiamo Hirakata (jap. FCティアモ枚方) ist ein japanischer Fußballverein aus Hirakata in der Präfektur Osaka. Der Verein spielt seit 2021 in der Japan Football League.

## Geschichte
Der Verein wurde im Jahr 2004 von drei Spielern des J.League-Teams Gamba Osaka, Junichi Inamoto, Ryūji Bando und Tōru Araiba, als FC Ibanina gegründet. Im Jahr 2006 erfolgte eine erste Umbenennung zu FC TIAMO, der Name der Stadt kam im Jahr 2015 hinzu.
Die ersten zehn Jahre seines Bestehens verbrachte Tiamo ausschließlich in den Ligen der Heimatpräfektur Osaka, bevor zur Saison 2014 der Aufstieg in das Unterhaus der Kansai-Regionalliga gelang. Es folgten drei Jahre, in denen der Verein zwischen den Divisionen 1 und 2 der Regionalliga hin und her pendelte, bevor man sich 2017 endlich im oberen Mittelfeld der Division 1 etablieren konnte. Der erste bedeutende Titel konnte im Jahr 2019 mit dem Gewinn des japanischen Amateur-Pokals errungen werden.
Ausgerechnet die Spielzeit 2020, in dem aufgrund der COVID-19-Pandemie der Spielbetrieb für ein halbes Jahr ruhte, war die bislang mit Abstand erfolgreichste Saison Tiamos. Die Mannschaft um Trainer Yoshizumi Ogawa qualifizierte sich zum ersten Mal für den Kaiserpokal, etwas überraschend konnte zudem erstmals die Meisterschaft in der Kansai-Regionalliga gewonnen werden. Um ein Vielfaches unerwarteter gelang dann auch der Sieg in der anschließenden Regionalligen-Finalrunde, wenn auch nur aufgrund der besten Tordifferenz gegenüber der punktgleichen Vereine FC Kariya und Tochigi City, und der damit einhergehende Aufstieg in die Japan Football League.

## Vereinsname
Tiamo ist vom italienischen „ti amo“, also „ich liebe dich“, abgeleitet. Die dahinterstehende Idee soll eine enge Verflechtung zwischen dem Team und ihren Anhängern ausdrücken.
Der ursprüngliche Vereinsname „Ibanina“ dagegen war eine Kombination der Spitznamen der drei Gründerväter Araiba („Iba“), Bando („Ban“) und Inamoto („Ina“).

## Erfolge
- Kansai-Regionalliga Div. 1 (1)

2020
- Kansai-Regionalliga Div. 2 (2)

2014, 2016
- Shakaijin Cup: (1)

2019
- Regionalliga-Finalrunde: (1)

2020

## Spieler
Stand: April 2022
| Nr. |           | Position | Name              |
| --- | --------- | -------- | ----------------- |
| 1   | Japan     | TW       | Masahiro Kimura   |
| 3   | Brasilien | AB       | João Siqueira     |
| 4   | Japan     | AB       | Kōki Imakake      |
| 5   | Japan     | AB       | Keita Goko        |
| 6   | Japan     | MF       | Hideo Tanaka      |
| 8   | Japan     | ST       | Takaya Yakushinji |
| 9   | Japan     | ST       | Himan Morimoto    |
| 10  | Japan     | MF       | Takahiro Futagawa |
| 11  | Nigeria   | ST       | Emeka Basil       |
| 13  | Japan     | MF       | Toshiki Onozawa   |
| 14  | Japan     | MF       | Itsuki Miyazaki   |
| 15  | Japan     | AB       | Shinji Yamano     |
| 16  | Japan     | AB       | Hayato Abe        |
| 17  | Japan     | MF       | Raisei Shimazu    |
| 18  | Japan     | ST       | Yūki Ōgaki        |

| Nr. |         | Position | Name            |
| --- | ------- | -------- | --------------- |
| 19  | Japan   | ST       | Ryusei Ito      |
| 20  | Japan   | MF       | Yudai Nakata    |
| 21  | Japan   | TW       | Niki Kitabatake |
| 22  | Japan   | AB       | Kei Ikoma       |
| 23  | Japan   | AB       | Shintaro Kodama |
| 24  | Kamerun | MF       | Noah Fortune    |
| 25  | Japan   | MF       | Kazuya Miyagi   |
| 26  | Japan   | MF       | Nao Yamamoto    |
| 27  | Japan   | MF       | Takuto Hirao    |
| 28  | Japan   | MF       | Shōta Inoue     |
| 29  | Japan   | MF       | Kengo Kotani    |
| 31  | Japan   | TW       | Riku Okuno      |
| 32  | Japan   | AB       | Yuya Hiyama     |
| 35  | Japan   | AB       | Hiroto Takeda   |
|     | Japan   | AB       | Masato Kurogi   |

## Saisonplatzierung
| Saison | Liga                          | Platz | Kaiserpokal | Shakaijin Cup |
| ------ | ----------------------------- | ----- | ----------- | ------------- |
| 2014   | Kansai Soccer League (Div. 2) | 1. ▲  |             |               |
| 2015   | Kansai Soccer League (Div. 1) | 8. ▼  |             |               |
| 2016   | Kansai Soccer League (Div. 2) | 1. ▲  |             |               |
| 2017   | Kansai Soccer League (Div. 1) | 2.    |             | Halbfinale    |
| 2018   | Kansai Soccer League (Div. 1) | 4.    |             |               |
| 2019   | Kansai Soccer League (Div. 1) | 2.    |             | Sieger        |
| 2020   | Kansai Soccer League (Div. 1) | 1. ▲  | 3. Runde    |               |
| 2021   | Japan Football League         | 8.    |             |               |
| 2022   | Japan Football League         | 13.   |             |               |
| 2023   | Japan Football League         | 12.   |             |               |
| 2024   | Japan Football League         | 3.    |             |               |
| 2025   | Japan Football League         |       |             |               |

## Trainerchronik
Stand: März 2025
| Trainer           | Nation | von             | bis             |
| ----------------- | ------ | --------------- | --------------- |
| Takuya Yamamoto   | Japan  | 1. Februar 2017 | 31. Januar 2019 |
| Shigeki Tsujimoto | Japan  | 1. Februar 2019 | 31. Januar 2020 |
| Yoshizumi Ogawa   | Japan  | 1. Februar 2020 | 31. Januar 2023 |
| Takahiro Futagawa | Japan  | 1. Februar 2023 | heute           |